# 岩川与助
岩川 与助（與助、いわかわ よすけ、1886年（明治19年）1月10日 - 1969年（昭和44年）7月10日）は、大正から昭和期の実業家、政治家。衆議院議員（4期）。

## 経歴
鹿児島県馭謨郡（屋久島）、のちの上屋久村（熊毛郡上屋久村、上屋久町を経て現屋久島町）で生まれる。同村宮之浦地区で郵便配達をしながら独学。その後神戸に移り、浪速銀行神戸支店で奉公人として働きながらパルモア英学院（のちパルモア学院専門学校）で学び、1910年（明治43年）に卒業した。
その後、浪速銀行神戸支店書記補を経て、1916年（大正5年）三十字商会支配人となる。その後、藤田商事取締役、大和海上火災専務取締役、太平洋海上火災専務取締役、朝日生命専務取締役、第一毛糸監査役などを務めた。
1928年（昭和3年）2月の第16回衆議院議員総選挙で鹿児島第1区から中立で立候補して初当選。1930年（昭和5年）2月の第17回総選挙では立憲政友会公認で立候補したが落選した。1936年（昭和11年）鹿児島商船の社長に就任し離島航路の開発を行い、秋田硫黄鉱業専務取締役、合同硫黄鉱業専務取締役、日東鉱業汽船専務取締役なども務めた。
1947年（昭和22年）8月の第1回参議院議員通常選挙・鹿児島県地方区補欠選挙に無所属で立候補して落選。1949年（昭和24年）1月の第24回総選挙で鹿児島県第3区から民主自由党公認で立候補して再選された。以後、第25回、第26回総選挙でも連続して再選され、衆議院議員に通算4期在任した。この間、自由党総務などを務めた。1955年（昭和30年）2月の第27回総選挙に立候補したが落選し、政界から引退した。
1964年（昭和39年）11月の秋の叙勲で勲三等に叙され、旭日中綬章を受章する。
その他、大日本炭礦社長、同会長、ヤマトボーリング社長、興化工業社長、昭和電気建設社長、鹿児島商船会長などを務めた。
1969年（昭和44年）7月10日、死去した。83歳没。同月15日、特旨を以て位記を追賜され、死没日付をもって従四位に叙された。

## 国政選挙歴
- 第16回衆議院議員総選挙（鹿児島県第1区、1928年2月、中立）当選[6]
- 第17回衆議院議員総選挙（鹿児島県第1区、1930年2月、立憲政友会公認）落選[7]
- 第1回参議院議員通常選挙補欠選挙（鹿児島県地方区、1947年8月、無所属）落選[8]
- 第24回衆議院議員総選挙（鹿児島県第3区、1949年1月、民主自由党公認）当選[9]
- 第25回衆議院議員総選挙（鹿児島県第3区、1952年10月、自由党公認）当選[10]
- 第26回衆議院議員総選挙（鹿児島県第3区、1953年4月、自由党公認）当選[10]
- 第27回衆議院議員総選挙（鹿児島県第3区、1955年2月、自由党公認）落選[11]